# Percnia terminata
Percnia terminata là một loài bướm đêm trong họ Geometridae.